# Kill the Crown
Kill the Crown — третий полноформатный студийный альбом американской дэткор-группы Salt the Wound, выпущен 15 марта 2011 года на лейбле Rotten Records.

## Критика
Обозреватель крупнейшего в Дании электронного журнала Rockfreaks.net Алекси Петрола похвалил группу за обилие запоминающихся риффов и мелодий, скудность брейкдаунов и ушераздирающих воплей. Критик массачусетского Thrash Magazine Джош Райан назвал Kill the Crown весьма солидным альбомом, который, быть может, и разочарует старых поклонников Salt the Wound, зато наверняка будет высоко оценён людьми, не знакомыми с коллективом. Рецензент VerbicideMagazine.com Ян Джонс отозвался о диске как о стереотипном и ничем не отличающемся от пластинок любой американской металкор-команды за последние 10 лет.

## Список композиций
| №   | Название                         | Длительность |
| --- | -------------------------------- | ------------ |
| 1.  | «Kill the Crown»                 | 1:42         |
| 2.  | «To The Top»                     | 3:39         |
| 3.  | «Elle Ess Dee»                   | 3:00         |
| 4.  | «Why Don’t You Have a Seat»      | 4:02         |
| 5.  | «Cash On Delivery»               | 3:28         |
| 6.  | «Early Mornings and Late Nights» | 3:00         |
| 7.  | «A Year in the Suburbs»          | 4:01         |
| 8.  | «The Cliff Before the Fall»      | 3:36         |
| 9.  | «Breathless»                     | 3:47         |
| 10. | «Consequence»                    | 13:27        |

## Над альбомом работали
- Джейк Скотт — соло-гитара, ритм-гитара, бас-гитара
- Винс Стропки — ритм-гитара
- Кевин Шефер — вокал
- Брэндон Табор — барабаны

Технический персонал
- Звукорежиссура, сведение и мастеринг — Коул Мартинес
- Продюсер — Брайан Уайт
- Дизайн и концепт арта — Чад Ленжер